# Yrjö Saarela
Yrjö Erik Mikael Saarela (13 juillet 1884 - 30 juin 1951) était un lutteur finlandais qui gagna la médaille d'argent aux Jeux olympiques d'été de 1908 à Londres et la médaille d'or à ceux de 1912 à Stockholm dans la catégorie poids lourd.